# アフリートアレックス
アフリートアレックス (Afleet Alex) とはアメリカ合衆国生産、調教の競走馬、種牡馬。主な勝ち鞍に2005年のアメリカクラシック二冠（プリークネスステークス、ベルモントステークス）、2004年のホープフルステークス。2005年のエクリプス賞最優秀3歳牡馬に選出された。

## 概要
- 特記事項なき場合、本節の出典はEQIBASE[1]

2002年5月9日にジョン・マーティン・シルヴァータンドが経営する牧場で生まれるが、母マギーホークは初乳が出ず、そのため乳母を用意する必要があったのだが、その間は生産者の娘が哺乳瓶を使いミルクを与えていた。
2004年6月26日、デラウェアパーク競馬場のメイドン競走でデビューし、2着に11馬身4分の1差をつけて勝利をおさめる。2戦目7月12日のアローワンス競走でも12馬身差をつけて2連勝とする。重賞初出走となるサラトガ競馬場のサンフォードステークスに駒を進めて、レースでは1分9秒3のレースレコードで勝ち上がる。初G1競走となるホープフルステークスも、後方からレースを進めてゴール前で先行馬をとらえて4連勝でG1競走を手中にした。続くシャンペンステークスでは先に抜け出したプラウドアコレイドを捕まえきれず2着に敗れ、ブリーダーズカップ・ジュヴェナイルでもイギリスから乗り込んできたウィルコの2着に終わり、2戦連続2着でこの年を終える。
2005年は初戦となるオークローンパーク競馬場のマウンテンヴァレーステークスを勝利し2戦目のレベルステークスは6着に終わったが、アーカンソーダービーではフラワーアレイに8馬身差をつけて勝利する。クラシック路線に乗り込み、ケンタッキーダービーは2番人気で迎えるも、レースでは伏兵で人気薄のジャコモと最低人気のクロージングアーギュメントに遅れを取って3着。二冠目プリークネスステークスでは4コーナーで、先行のスクラッピーティーに大きく寄られてつまずく場面があったものの立て直し、最後は不利を与えたスクラッピーティーを4馬身4分の3差突き放して優勝。三冠目ベルモントステークスも7馬身差で圧勝し、ポイントギヴン以来となるプリークネスステークスとベルモントステークスに勝利の形での二冠馬となった。
その後7月の調教中に左前の管骨を骨折し、復帰が叶わないまま12月に引退した。引退後のエクリプス賞年度代表馬選考では56票しか集められず、194票を獲得したセイントリアムに年度代表馬の座を譲ったが、最優秀3歳牡馬に選出された。最優秀3歳牡馬に加えて馬主にも特別賞が授与されたが、これは馬名のアレックスが、5人の馬主の子供の名前がアレックスやアレクサンドラであったため付けられたもので、またレモネード販売業者の娘で2004年8月に癌で死亡した8歳の少女もアレックスという名で、その縁があってレモネード販売業者の音頭取りで賞金の一部が小児癌基金に寄付されることになり、資金集めのための運動を行った甲斐があってアメリカクラシック三冠3レースでレモネードスタンドを展開するために招待されるなど活動が知れ渡って、その活動に対する表彰であった。また、全米競馬協会によるファン投票で、大きな不利を受けながらも優勝したプリークネスステークスがモーメント・オブ・ザ・イヤーに選ばれた。

## 競走成績
以下の内容は、EQIBASEの情報および記載法に基づく。
| 出走日     | 競馬場             | 競走名               | 格 | 距離  | 着順 | 騎手             | 着差       | 1着（2着）馬         |
| ---------- | ------------------ | -------------------- | -- | ----- | ---- | ---------------- | ---------- | -------------------- |
| 2004.06.26 | デラウェアパーク   | メイドン             |    | D5.5f | 1着  | J.ローズ         | 11 1/4馬身 | （B Trick）          |
| 2004.07.12 | デラウェアパーク   | アローワンス         |    | D5.5f | 1着  | J.ローズ         | 12馬身     | （Monster Chaser）   |
| 2004.07.29 | サラトガ           | サンフォードS        | G2 | D6f   | 1着  | J.ローズ         | 5 1/4馬身  | （Flamenco）         |
| 2004.08.21 | サラトガ           | ホープフルS          | G1 | D7f   | 1着  | J.ローズ         | クビ       | （Devils Disciple）  |
| 2004.10.09 | ベルモントパーク   | シャンペンS          | G1 | D8.5f | 2着  | J.ローズ         | 1/2馬身    | Proud Accolade       |
| 2004.10.30 | ローンスターパーク | BCジュヴェナイル     | G1 | D8.5f | 2着  | J.ローズ         | 3/4馬身    | Wilko                |
| 2005.03.05 | オークローンパーク | マウンテンヴァレーS  |    | D6f   | 1着  | J.ローズ         | 2 3/4馬身  | （Rzor）             |
| 2005.03.19 | オークローンパーク | レベルS              | G3 | D8.5f | 6着  | J.R.ヴェラスケス | 12 1/2馬身 | Greater Good         |
| 2005.04.16 | オークローンパーク | アーカンソーダービー | G2 | D9f   | 1着  | J.ローズ         | 8馬身      | （Flower Alley）     |
| 2005.05.07 | チャーチルダウンズ | ケンタッキーダービー | G1 | D10f  | 3着  | J.ローズ         | 1馬身      | Giacomo              |
| 2005.05.21 | ピムリコ           | プリークネスS        | G1 | D9.5f | 1着  | J.ローズ         | 4 3/4馬身  | （Scrappy T）        |
| 2005.06.11 | ベルモントパーク   | ベルモントS          | G1 | D12f  | 1着  | J.ローズ         | 7馬身      | （Andromeda's Hero） |

## 種牡馬時代
引退後はケンタッキー州レキシントンのゲインズウェイファームで種牡馬となり、初年度の種付料は4万ドルに設定された。ブルードメアサイアーとして産駒も含めてG1競走勝ち馬を複数送り出したが、2020年度の時点では種付料は6500ドルに設定されている。
2022年1月に種牡馬を引退、種牡馬引退後はゲインズウェイファームで余生を送る。

### 主な産駒
- 2007年産
  - Afleet Express / アフリートエクスプレス - トラヴァーズステークス[22]
  - Dublin / ダブリン - ホープフルステークス[23]
  - ビタースウィート - 東京シンデレラマイル[24]
- 2010年産
  - Iotapa / アイオータパ - ヴァニティーステークス、クレメント・L・ハーシュステークス[25]
- 2012年産
  - Materiality / マテリアリティ - フロリダダービー[26]
  - Texas Red / テキサスレッド - ブリーダーズカップ・ジュヴェナイル[27]
  - Sharla Rae / シャーラレイ - デルマーオークス[28]

### ブルードメアサイアーとしての産駒
- Sir Winston / サーウィンストン（父オーサムアゲイン） - ベルモントステークス[29]
- Practical Move / プラクティカルムーヴ（父プラクティカルジョーク） - サンタアニタダービー[30]

## 血統表
| アフリートアレックスの血統   | アフリートアレックスの血統               | アフリートアレックスの血統 | （血統表の出典）         | （血統表の出典） |
| 父系                         | ミスタープロスペクター系                 | ミスタープロスペクター系   | ミスタープロスペクター系 | [ § 2 ]          |
| 父 Northern Afleet 1993 鹿毛 | 父の父*アフリート Afleet 1984 栗毛       | Mr. Prospector             | Raise a Native           | Raise a Native   |
| 父 Northern Afleet 1993 鹿毛 | 父の父*アフリート Afleet 1984 栗毛       | Mr. Prospector             | Gold Digger              |                  |
| 父 Northern Afleet 1993 鹿毛 | 父の父*アフリート Afleet 1984 栗毛       | Polite Lady                | Venetian Jester          | Venetian Jester  |
| 父 Northern Afleet 1993 鹿毛 | 父の父*アフリート Afleet 1984 栗毛       | Polite Lady                | Friendly Ways            |                  |
| 父 Northern Afleet 1993 鹿毛 | 父の母Nuryette 1986 鹿毛                 | Nureyev                    | Northern Dancer          | Northern Dancer  |
| 父 Northern Afleet 1993 鹿毛 | 父の母Nuryette 1986 鹿毛                 | Nureyev                    | Special                  |                  |
| 父 Northern Afleet 1993 鹿毛 | 父の母Nuryette 1986 鹿毛                 | Stellarette                | Tentam                   | Tentam           |
| 父 Northern Afleet 1993 鹿毛 | 父の母Nuryette 1986 鹿毛                 | Stellarette                | Square Angel             |                  |
| 母 Maggy Hawk 1994 鹿毛      | 母の父*ホークスター Hawkster 1986 黒鹿毛 | Silver Hawk                | Roberto                  | Roberto          |
| 母 Maggy Hawk 1994 鹿毛      | 母の父*ホークスター Hawkster 1986 黒鹿毛 | Silver Hawk                | Gris Vitesse             |                  |
| 母 Maggy Hawk 1994 鹿毛      | 母の父*ホークスター Hawkster 1986 黒鹿毛 | Strait Lane                | Chieftain                | Chieftain        |
| 母 Maggy Hawk 1994 鹿毛      | 母の父*ホークスター Hawkster 1986 黒鹿毛 | Strait Lane                | Level Sands              |                  |
| 母 Maggy Hawk 1994 鹿毛      | 母の母Qualique 1981 鹿毛                 | Hawaii                     | Utrillo                  | Utrillo          |
| 母 Maggy Hawk 1994 鹿毛      | 母の母Qualique 1981 鹿毛                 | Hawaii                     | Ethane                   |                  |
| 母 Maggy Hawk 1994 鹿毛      | 母の母Qualique 1981 鹿毛                 | Dorothy Gaylord            | Sensitivo                | Sensitivo        |
| 母 Maggy Hawk 1994 鹿毛      | 母の母Qualique 1981 鹿毛                 | Dorothy Gaylord            | Gaylord's Touch          |                  |
| 母系(F-No.)                  | (FN:5-g)                                 | (FN:5-g)                   | (FN:5-g)                 | [ § 3 ]          |
| 5代内の近親交配              | 5代内アウトブリード                      | 5代内アウトブリード        | 5代内アウトブリード      | [ § 4 ]          |
| 出典                         | 1. 2. 3. 4.                              | 1. 2. 3. 4.                | 1. 2. 3. 4.              | 1. 2. 3. 4.      |